# Skyddsnät

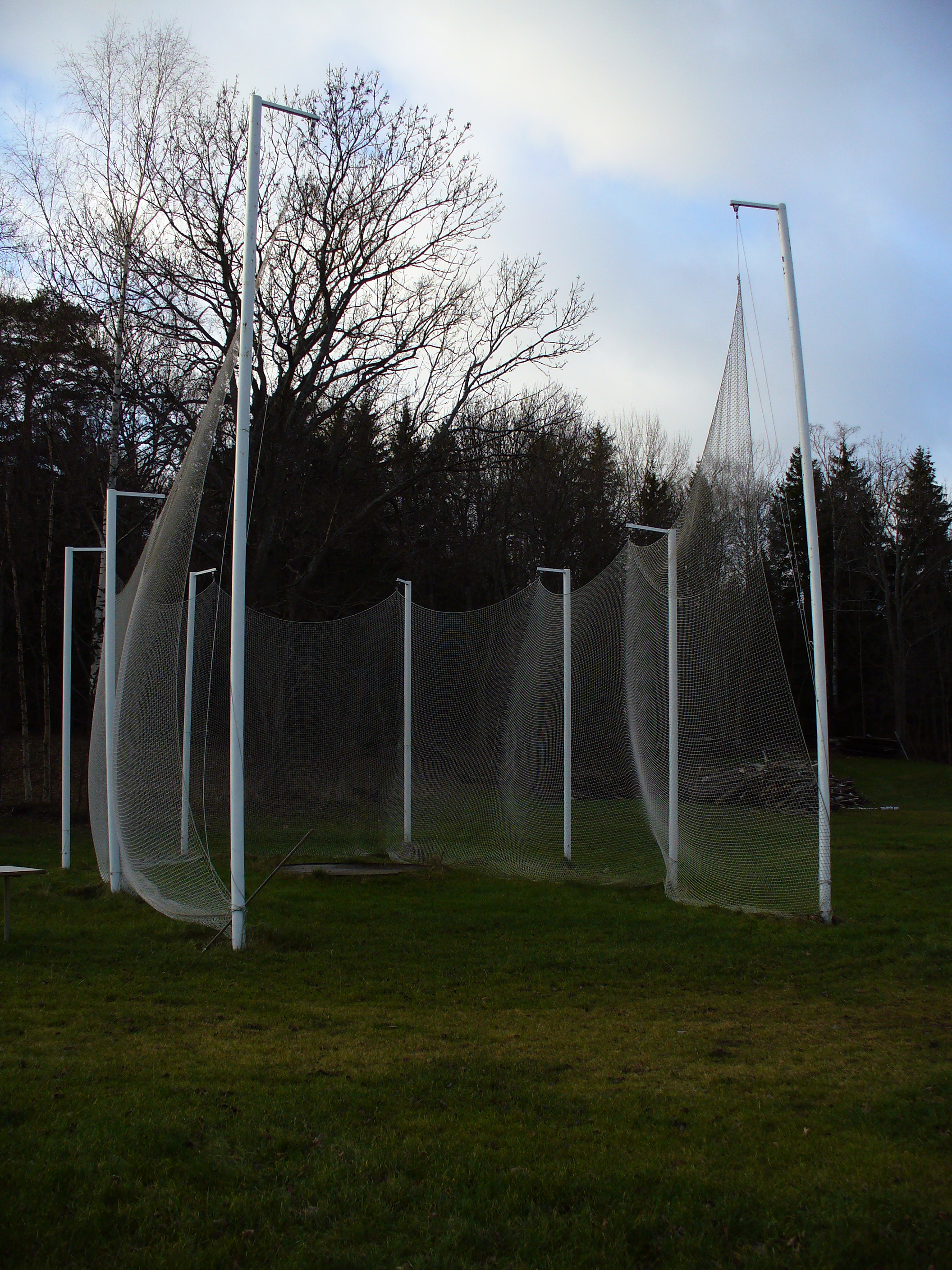
Skyddsnät för slägga.

Ett skyddsnät är ett nät som fångar upp personer eller föremål för att hindra skador. Skyddsnät finns bland annat vid akrobatikövningar, på idrottsarenor och på byggen.